# Górolasek wyspowy
Górolasek wyspowy (Hybomys basilii) – gatunek gryzonia z rodziny myszowatych, występujący wyłącznie na wyspie Bioko w Gwinei Równikowej.

## Systematyka
Gryzoń ten został opisany w 1965 roku przez Martina Eisentrauta jako podgatunek górolaska dżunglowego (Hybomys univittatus). Miejsce typowe to Moca na wyspie Bioko, na wysokości 1200 m n.p.m. W 1985 roku Erik Van der Straeten przeprowadził analizę morfometryczną tych gryzoni i uznał, że H. basilii jest odrębnym gatunkiem. W wydanej w 2015 roku przez Muzeum i Instytut Zoologii Polskiej Akademii Nauk publikacji „Polskie nazewnictwo ssaków świata” gatunkowi temu nadano nazwę górolasek wyspowy.

## Występowanie
Górolasek wyspowy jest endemitem Gwinei Równikowej, występuje na wyspie Bioko. Jest spotykany od 450 do 2000 m n.p.m. Znane osobniki zostały schwytane na skraju lasu w pobliżu farm.

## Wygląd
Jest to średniej wielkości, ciemno ubarwiona mysz. Jego ciało wraz z głową ma długość 118–160 mm (średnio 137 mm), ogon ma 90–132 mm (średnio 114,3 mm), a długość tylnej stopy to 29–33 mm (śr. 31,2 mm). Masa ciała to 70–95 g, średnio 86,2 g. Samce są nieco większe od samic. Górolasek wyspowy ma większe średnie rozmiary od gatunków żyjących na kontynencie. Ma długie, miękkie i błyszczące futro. Grzbiet jest ciemny, rudobrązowy, z żółtobrązowymi plamkami. Czarny pasek od nasady ogona do połowy grzbietu jest słabo zaznaczony, może nie być widoczny. Włosy są szare u nasady, z czarnym czubkiem. Spód ciała jest białoszary, zwykle tylko w pobliżu linii środkowej; występują tam włosy o szarej nasadzie i jasnoszarym lub białym czubku.

## Tryb życia
Górolasek wyspowy prowadzi naziemny, głównie nocny tryb życia. Samice w ciąży były chwytane w październiku i grudniu; w miocie rodzi się jedno lub dwa młode.

## Populacja i zagrożenia
Gatunek jest znany z 36 okazów, schwytanych na początku lat 1960. Liczebność i trend rozwoju populacji nie są znane. Znaczna część sprzyjającego mu środowiska została zniszczona przez wylesianie, rozwój plantacji kakaowców i inną działalność rolniczą. Na wyspie istnieją dwa obszary chronione, jednak nie są one efektywnie zarządzane i nie wiadomo, czy górolaski wyspowe żyją, bądź żyły w którymkolwiek z nich. Międzynarodowa Unia Ochrony Przyrody uznaje górolaska wyspowego za gatunek zagrożony wyginięciem.